# Cryptantha spathulata
Cryptantha spathulata är en strävbladig växtart som först beskrevs av Rodolfo Amando Philippi, och fick sitt nu gällande namn av Karl Friedrich Carlos Federico Reiche. Cryptantha spathulata ingår i släktet Cryptantha, och familjen strävbladiga växter. Inga underarter finns listade i Catalogue of Life.